# ドラえもん のび太と竜の騎士
- ドラえもん > 大長編 > のび太と竜の騎士
- ドラえもん > 映画 > 大長編 > のび太と竜の騎士

『ドラえもん のび太と竜の騎士』（ドラえもん のびたとりゅうのきし）は、藤子不二雄の藤本弘が執筆し、月刊コロコロコミック1986年11月号から1987年3月号に連載された「大長編ドラえもんシリーズ」の漫画作品。および、この連載漫画を原作として作られ1987年3月14日に公開されたドラえもん映画作品。大長編、映画ともにシリーズ第8作。地底世界を舞台に、恐竜人をモチーフにした作品。
大長編の連載開始は、当初はコロコロ通巻第100号と合わせた1986年8月号からと大々的に予告されていたが、作者（藤子不二雄の藤本弘）の体調不良と静養のため上記の号までずれ込んだ。
同時上映は『プロゴルファー猿 甲賀秘境!影の忍法ゴルファー参上!』と『オバケのQ太郎 とびだせ! 1/100大作戦』。

## 概要
藤子不二雄名義としては最後のドラえもん映画作品。恐竜が大好きであった藤本は、かつて執筆した『のび太の恐竜』に続き、恐竜を題材とした長編の執筆に意欲を抱いた。そしてこのストーリーにエピソードとして、彗星衝突による恐竜滅亡説、恐竜人ディノサウロイドを盛り込むことにした。
恐竜絶滅の原因として「彗星衝突説」が採用されており、現在一般的な定説である小惑星（チクシュルーブ衝突体）の衝突説とはやや異なる描写となっている（当時、小惑星衝突を裏付けるクレーターは未発見だった）。藤本は彗星衝突説を先に知り、絵にもなり、またストーリーもドラマティックになるという理由で、本作に取り入れることにした。しかし、作品完成から間を置いて後から考えると隕石衝突説の方が有力だったと思うようになったという。
地底人（恐竜人）については、カナダの古生物学者デイル・ラッセルが1982年に提唱したディノサウロイドの写真を雑誌で見て、地底人のデザインの参考にしたという。デザインとしてモチーフにしたとの明言はないが、このディノサウロイドより作品のインスピレーションを得たということについては、別の著書においても語られている。
また本作は、「何か、かっこいいタイトルを」ということで『のび太と竜の騎士』として連載を開始したが、連載3回目くらいまでこの竜の騎士が善玉であるか悪玉であるかさえも決めておらず、物語の結末も連載の半ば辺りまで決まっていなかった。
物語序盤ではスネ夫が恐竜の存在を否定しようとする展開で進行するなど、大長編には珍しくスネ夫が話の中心になっている。また『のび太の大魔境』の後の出来事であることが、（明言は避けられているが）「以前にアフリカを衛星写真で調べたことがある」というセリフから示唆されている。

## あらすじ
秋のある日、恐竜が今でも生き残っていると言い張り、例によってジャイアンとスネ夫に馬鹿にされたのび太は、ドラえもんのひみつ道具「○×うらない」でも「地球上に生き残っている恐竜はいない」と判定され落胆する。ところが直後、多奈川で巨大な生物を目撃したスネ夫は、それが恐竜ではないかという疑念にかられてすっかり動転してしまい、挙げ句の果てにノイローゼになってしまう。一方、のび太は0点の答案を隠すためにひみつ道具の「どこでもホール」を使い、地底にある大空洞を発見する。ドラえもんとのび太はしずかやジャイアンを誘って地底の大空洞を秘密の遊び場にするが、恐竜の幻の正体を突き止めようと単独行動していたスネ夫が地底で迷子になり、その直後に「どこでもホール」が壊れてしまう。地底に行くすべを失ったと一端は悲嘆するものの、ドラえもんの一計により秘密道具の力で多奈川の河底から地底への入口があると知った一行は、スネ夫を救うべく地底の更に奥に向かう。そこには広大なジャングルが茂り、恐竜が闊歩する世界が広がっていた。そこで一行は河童そっくりな地底の人食い人種ナンジャ族に捕まってしまう。あわや地底人の餌にされそうになったところで竜の騎士バンホーが彼らを救い出す。地上で滅亡したと思われていた恐竜は地底、すなわち「地球上」ならぬ「地球内」に生き残り、ステノニコサウルスから進化した恐竜人が高度な文明を築き上げていたのだった。バンホーの案内でドラえもんたちは地底国の首都・エンリルで保護されていたスネ夫と再会したが、バンホーの妹ローの案内で首都観光をしていたのび太は偶然の事故で迷い込んでしまった謎の施設の中で、恐竜人たちが不穏な計画を立てていることを知ってしまう。ドラえもんたちは逃走を図るもののまたもやナンジャ族に捕まり食べられそうになる。ここで謎の施設にあった巨大な船が飛来して助かるが、乗ってきたバンホーに連行されてしまう。巨大な船の正体は巨大な船型のタイムマシンだった。
のび太たちを乗せたまま船が向かった先は恐竜が滅びる前の太古の地上（6500万年前の北アメリカ大陸北部）だった。恐竜人たちの目的は「恐竜を滅ぼした何者かを倒す」ことで歴史を改変して恐竜の絶滅を防ぎ、地上を我が物にすることだった。それに気づいたドラえもんたちはひみつ道具で脱出した上で要塞を作り籠城。繰り出される数々の秘密兵器の力を見た恐竜人たちは「恐竜を絶滅させたのはドラえもんたちではないか」と疑い始めた。
その最中、巨大な彗星が地平線をかすめ海上に落下。凄まじい衝撃波で周囲を吹き飛ばし、その煽りで巨大な津波が発生する。恐竜人たちは船に引き返して地中に潜行し、ドラえもんたちはひみつ道具で地下室を作って難を逃れる。地下室の中をヒカリゴケで照らし出したドラえもんたちは、この地下空間こそが過去に恐竜人の祖先たちが逃れた「聖域」であったことに気付く。すなわち、恐竜を絶滅から守ったのはドラえもんだったのである。
恐竜人たちに停戦を申し入れたドラえもんは、恐竜を絶滅に導いた原因（小天体衝突による環境激変）を説明する。回避を免れ得ない滅亡の運命を知って悲嘆に暮れる恐竜人たちに対し、ドラえもんたちは援助の手を差し伸べる。ひみつ道具の力で地下室を改造し、可能な限り恐竜たちを移住させたのである。こうして聖域に逃れた恐竜たちは進化の道を辿り、今日の恐竜人の文明の礎を築いていくこととなった。バンホー等と共に地底世界に戻ったドラえもんたちは真相を知った恐竜人たちから国を挙げての大歓待を受けた。
バンホーとローはドラえもんたちを約束通り地上に送り届け、いつか地上と地底の架け橋ができることを願いながら別れを告げた。
それから数日後、バンホーから隠していた0点の答案がのび太の家に送られてきたことで、ママにバレてしまう。冒険の余韻にひたっていたのび太は部屋の外に逃げ出しながら、地底に行く道具を出してくれとドラえもんに情けなく泣きつくのだった。

## 舞台
恐竜と恐竜人が暮らす広大な地底の空洞世界
アメリカ大陸の地下に存在する首都エンリルを中心に祭政一致の文明を築く地底人の王国。24時間周期で活動する光る苔によって昼夜が存在する大地底空間で、大陸と呼称する空間で恐竜から進化した恐竜人が生活している。地下100キロメートルの位置に存在するという。
地下空洞である為、太陽や月は存在せず、夜はとても真っ暗。季節がなく、雨や雪も降らない環境（水は地下空洞内に大量にあるため動植物が生育できる）で、恐竜人は雨や雪はどんなものかも知らない。
恐竜人たちは神に対する信仰心の篤い者が多く、風習は中世を思わせる。だが歴史の中で数多くの発明と発見を繰り返し、そのテクノロジーは現時点での地上技術より数世代分抜きん出ている。一方で文明から取り残されたナンジャ族のような原始人に近い生活を送っている者もいる。
前述した大陸と大陸を隔てる地層およびマグマ層の移動には、地磁気を動力に利用した次元転換船を利用する。陸上ではオルニトミムス型恐竜への騎乗やそれの引く馬車（竜車）、磁気を動力とする鉄道など、排気ガスを出さないものとなっており環境に配慮した作りになっている（閉鎖された地底空洞の世界であるため排気ガスを出す動力を極力避ける方向で発展してきた）。その他、医療技術に関してはレントゲンや伝染病の調査など徹底しており、まれに地上人が地底に来た際には帰還時の記憶消去を実施するなどしている。
地底世界の片隅には、恐竜人から「聖域」と呼ばれる直方体の空間があり（広さは北海道程もある）、6500万年前の大絶滅の際、一部の恐竜がこの「聖域」に避難して生き延び、進化を遂げたという。

## 声の出演
- ドラえもん - 大山のぶ代
- のび太 - 小原乃梨子
- しずか - 野村道子
- ジャイアン - たてかべ和也
- スネ夫 - 肝付兼太
- のび太のママ - 千々松幸子
- ジャイアンのママ - 青木和代
- スネ夫のママ - 鳳芳野

## ゲストキャラクター
バンホー
声 - 堀秀行
勇敢で心優しい恐竜人の騎士で、恐竜を御している時などは兜をかぶっている。騎士団の中でも高い地位にある（いわゆる軍騎士隊隊長）。また普段は原始動物保護区の監察官として地下空洞の巡視なども行っており、その過程で地下洞窟で迷子になっていたスネ夫を発見し救助した。最初は言葉が通じなかったがドラえもんのホンヤクコンニャクで話が通じるようになり交流が可能となる。戦闘の技量は高く、ドラえもん達を捕まえたナンジャ族を瞬く間に蹴散らしている。大学で得たという電子工学の知識も持っており、スネ夫が落としたラジコン飛行機に改造を加え監視任務の道具として利用している。
地底国からすれば不法入国者である立場から脱走したドラえもんたちに対し信用を裏切らないよう厳しく説教するが、その一方で彼らの心情も理解できるとの理由で軍団長にドラえもん一行の身柄を任せてもらえるように直訴するなど、極力公平な立場の保持に努めている。
任務上ドラえもんたちと対立する運びとなるが、最後には真実を知って和解する。
ロー
声 - 神代智恵
バンホーの妹。地底国にいる間、ドラえもんたちのガイドを引き受ける。
法王
声 - 巖金四郎
恐竜人の長で、宗教の長も兼ねる。
祭司長
声 - 大塚周夫
宗教の祭司長。大遠征にも同行した。
軍団長
声 - 田中信夫
竜の騎士団を率いる長。「大遠征」計画の前線指揮官。地上人への警戒感が強い。原作漫画ではいかつい丸顔だが、映画では面長と容貌に差異がある。
部長
声 - 北村弘一
訊問官
声 - 加藤正之
ドラえもんたち地上人の訊問をした。
ナンジャ族
声 - 北川米彦、田の中勇、広中雅志、堀川亮、柴本広之、柏倉つとむ
ドラえもんたちが地底で最初に出会った部族で人食い人種。頑固に文明を拒否する乱暴な性格。狩猟民族であり恐竜狩りを行う。言語も一部描写された。映画では名前は登場しない。河童に喩えられ、恐竜同様に地上に姿を現したときの目撃証言から伝承が生まれたように描かれている。
男の子
声 - 小粥よう子
空き地に置いていた「どこでもホール」を見つけて遊び道具にして壊してしまう少年（原作漫画では不法投棄された粗大ゴミと勘違いした神成さんが壊してしまう）。いつも帽子を被っている。太っている少年といつも行動している。（転がせ転がせ！）と勝手に扱い悪ふざけした。
巨大彗星
ドラえもんが旅した約6600万年前の白亜紀の地上世界では、地球に巨大彗星が海に落ちたことで巨大な津波がドラえもん達やバンホー達を襲う。ドラえもんが咄嗟に出したひみつ道具（ポップ地下室）で通路を作り、避難。バンホー達も自分の船に一旦ひきあげ、津波がひくのを待つ。津波がひいた後、そこには降伏の白旗をかかげるドラえもんの姿が。ドラえもんは彗星の衝突こそが、地上の恐竜達が絶滅した理由だといい、彗星衝突が地上に与える影響を恐竜人達に説明する。恐竜の絶滅は避けようのない運命だったことにショックを受ける。恐竜を絶滅にさせた意味では、この彗星が本作の悪敵となる。歴史上では、約6600万年前に直径約10キロメートルの天体が地球に衝突した。その衝撃は大規模な山火事や巨大な津波を引き起こし、何十億トンもの硫黄を大気中に放出した。そのガス状の霞が太陽光を遮って地球を冷却し、恐竜をはじめとした地球上の全生物の75％を絶滅させた。

## スタッフ
| 原作・脚本                 | 藤子不二雄 |
| レイアウト                 | 本多敏行 |
| 作画監督                   | 富永貞義 |
| 美術設定                   | 川本征平 |
| 美術監督                   | 沼井信朗 |
| 録音監督                   | 浦上靖夫 |
| 音楽                       | 菊池俊輔 |
| 効果                       | 柏原満 |
| 撮影監督                   | 斎藤秋男 |
| 特殊撮影                   | 三沢勝治 |
| 監修                       | 楠部大吉郎 |
| プロデューサー             | 別紙壮一 小泉美明 波多野正美 |
| 監督                       | 芝山努 |
| 演出助手                   | 安藤敏彦 原恵一 平井峰太郎 |
| 動画チェック               | 内藤真一 間々田益男 |
| 色設計                     | 野中幸子 |
| 仕上監査                   | 代田千秋 枝光敦子 |
| 特殊効果                   | 土井通明 |
| 整音                       | 中戸川次男 |
| 録音スタジオ               | APUスタジオ |
| 音響制作                   | (株)オーディオ・プランニング・ユー |
| 原画                       | 池ノ谷安夫、窪田正史、大塚正実、一川孝久、木村陽子、飯山嘉昌、堤規至、斉藤文康、原博、徳田悦郎、生野裕子、若山佳治、数井浩子、西岡哲夫、鈴木玲子、徳田益男、斉藤哲人、徳田幸子、土肥一宏 |
| 動画                       | 小林正義、川島郁子、原佳寿美、山下真樹子、若松孝思、鹿取真三子、伊藤治美、高木美恵子、入江康智、原田慈子、川橋良江、金子道子、中川政浩、鈴木道明、高野亜子、小川明美、村山純一、原鉄夫、岩崎陽子、千葉美幸、後藤知明、河内俊明、嘉藤一彦、小村方宏治、鄭素娥、海谷敏久、岸祐弥、渡辺裕子、山本実、竹内稔、平良明也、福原兼節、富村朝道、神谷竜司、豊里勝彦、坪川正 |
| 仕上                       | 鈴木安子、米村貞子、萩野優、奥野孝一、松尾朱美、岩沢れい子、大橋慎一、横田政一、加古智子、公平保之、斉藤しのぶ、辻村久仁子、佐藤知子、方野坂和美、赤堀久美子、隅部昌二、竹倉博恵、河野文子、小野寺秀子、阿部幸子、高橋ますみ、藤波よし子、福永淑子、吉野明子 |
| 背景                       | 石橋修一、徳重賢、浜名お孝、川口正明、池田淳、笠原淳二、福田和矢、鈴木美弥子 |
| 撮影                       | 伊藤修一、高橋秀子、朝稲由紀、刑部徹 |
| スリットスキャン           | 古宮慶多 |
| エリ合成                   | 平田隆文 |
| コンピューターグラフィック | 亀谷久 斉藤直忠 |
| 編集                       | 井上和夫 渡瀬祐子 |
| タイトル                   | 道川昭 |
| 現像                       | 東京現像所 |
| 連載                       | 小学館の学習雑誌 マミイ ベビーブック めばえ よいこ 幼稚園 学習幼稚園 小学一年生 小学二年生 小学三年生 小学四年生 小学五年生 小学六年生 てれびくん コロコロコミック 別冊コロコロコミック |
| 協力                       | オーディオ・プランニング・ユー アトリエ・ローク 旭プロダクション トミ・プロダクション 亜細亜堂 アニマル屋 スタジオ・メイツ スタジオ古留美 竜の子アニメ技術研究所 スタジオ・タージ スタジオ・キャッツ スタジオ九魔 井上編集室 |
| 文芸                       | 水出弘一 |
| 制作事務                   | 片平圭子 北沢育子 |
| 制作進行                   | 伊坂武則 水島努 中村守 |
| 制作デスク                 | 田中敦 |
| 制作担当                   | 山田俊秀 |
| 制作協力                   | 藤子スタジオ 旭通信社 |
| 制作                       | シンエイ動画 小学館 テレビ朝日 |
|                            | (C)藤子・小学館・テレビ朝日 |

## 主題歌
オープニングテーマ「ドラえもんのうた」
作詞 - 楠部工 / 作曲 - 菊池俊輔 / 唄 - 大杉久美子（コロムビアレコード） / セリフ - 大山のぶ代（ドラえもん）
エンディングテーマ・挿入歌「友達だから」
作詞 - 武田鉄矢 / 作曲 - 山木康世 / 編曲 - 菊池俊輔 / 唄 - 大山のぶ代、森の木児童合唱団
スタッフロールの背景は原作のラスト1ページ部分のシーンである。
後に『ザ☆ドラえもんズ 怪盗ドラパン謎の挑戦状!』でカバーされ、主題歌に使用される。
挿入歌「あした・あさって・しあさって」
作詞 - 高田ひろお / 作曲 - 菊池俊輔 / 唄 - 小原乃梨子、森の木児童合唱団
エンディングのスタッフロールでは無表記。